# أيدان برايس
أيدان برايس (بالإنجليزية: Aidan Price) (8 ديسمبر 1981 بدبلن في جمهورية أيرلندا - ) هو لاعب كرة قدم أيرلندي في مركز الدفاع. لعب مع باتريك أتلتيك ونادي بوهيميان ونادي شامروك روفرز ونادي يميريك وKilkenny City A.F.C. ‏ ودوري أيرلندا الحادي عشر ‏.

## وصلات خارجية
- أيدان برايس على موقع قاعدة بيانات كرة القدم.إي يو (الإنجليزية)